# RTA玩家無法離開遊戲世界
《RTA玩家無法離開遊戲世界》是小出よしと創作的日本漫畫作品，單行本第一卷於2023年7月22日發售。

## 劇情
主角社畜大帝是RPG遊戲《Another Verse》中保持RTA世界紀錄的玩家。在練習RTA時，社畜突然感到嚴重的困倦，在不知不覺間轉世為異世界的勇者。在異世界中社畜被要求打倒魔王，而為了打倒魔王的社畜使用Bug技術達成RTA。然而，雖然打敗了魔王，但遊戲卻並沒有結束…

## 登場角色

### 主要人物
社畜大帝
本作主角。追求RTA的王者。
達喵 / 艾達
《Another Verse》里的救世聖女，王國的公主。外出時會為了隱藏身分而以獸人的形像出現。

## 出版書籍
| 卷數 | KADOKAWA       | KADOKAWA               | 台灣角川       | 台灣角川               |
| 卷數 | 發售日期       | ISBN                   | 發售日期       | ISBN                   |
| ---- | -------------- | ---------------------- | -------------- | ---------------------- |
| 1    | 2023年7月22日  | ISBN 978-4-046-82706-7 | 2024年7月11日  | ISBN 978-6-264-00254-7 |
| 2    | 2023年12月21日 | ISBN 978-4-046-83201-6 | 2024年12月12日 | ISBN 978-6-264-15016-3 |
| 3    | 2024年7月22日  | ISBN 978-4-046-83764-6 |                |                        |
| 4    | 2024年12月23日 | ISBN 978-4-046-84290-9 |                |                        |

## 外部連結
- ComicWalker （页面存档备份，存于）（日語）